# Tower of Fantasy（幻塔）
『Tower of Fantasy（幻塔）』（タワーオブファンタジー （げんとう））は、パーフェクト・ワールド傘下のHotta Studioが開発したFree-to-playのオープンワールドアクションRPG。
パーフェクト・ワールド（中国名「完美世界股份有限公司」、英語名「Perfect World Co., Ltd.」）は、北京市を拠点とする中華人民共和国のマスメディア企業である。
『Tower of Fantasy（幻塔）』の物語は、「放射線」で汚染された地球外惑星「アイダ」を舞台に、人類が「開拓者」として活動し、ミュータントクリーチャーや敵対勢力と戦うというものである。

## 沿革
2018年、『Tower of Fantasy（幻塔）』の開発が開始され、2021年12月16日に中国でサービスが始まった。
2022年1月14日に台湾のゲームパブリッシング会社Aiwantiandi（旧：Iwplay World）は、台湾、香港、マカオにおける販売代理権を取得したと発表した
。
2022年1月24日、パーフェクト・ワールドは『Tower of Fantasy（幻塔）』を2022年半ばにグローバル向けにサービス開始すると発表した。
『Tower of Fantasy（幻塔）』は、世界同時発売、モバイル、PC、コンソールの同時発売を予定している。 
また、『Tower of Fantasy（幻塔）』は3回目のベータテスト以降、投資を増やし現在は約200人で開発しており、今後も随時投資を増やしていく予定だとしている。
グローバル版はテンセントゲームズのグローバルパブリッシングブランド「Level Infinite」が提携という形で運営する。
同年2月11日、国内版公式X （旧：Twitter）が開設され、3月16日に公式サイト、プロモーションPVが公開され、CBT（クローズドβテスト）募集が開始され、4月19日から5月21日の期間でテストされた。
同年8月11日、『Tower of Fantasy（幻塔）』の日本でのサービスが始まった。以後、アップロードやイベント開催期間などはUTC+0時間で行うようになっている(JSTで計算すると予定日時より9時間後)。
同年10月20日、『Tower of Fantasy（幻塔）』のSteam版の配信が開始された。
同年12月01日、Google Play ベスト オブ 2022でベストゲーム 2022エキサイティング部門 部門賞を受賞した。
2023年5月11日、『Tower of Fantasy（幻塔）』Epic版の配信が開始された。
同年8月8日、『Tower of Fantasy（幻塔）』PlayStation版の配信が開始された。しかしPlayStation版でのクロスプレイは不可能であり初回プレイ時には新規アカウントが自動的に作成される仕様となっている。

## ストーリー

### 世界観
遥か未来、環境汚染と資源枯渇により、地球は死の惑星となりつつあった。そこで、人類は星間移民計画により地球から離脱することを決断し、長い旅路の果てに地球に似た環境を持つ惑星アイダに辿り着き、そこに移住をはじめた。その後、人類は彗星マーラから高エネルギー粒子「オムニアム」がアイダに照射されている事を知り、効率的に獲得するために巨大な塔(オベリスク)『幻塔(オムニアムタワー)』を築いた。
やがて、人類は地球にいた頃と同様の高度に発展した文明を惑星アイダにも築きあげたが、オムニアムには生態系と時空に影響を及ぼす「オムニアム放射線」を含んでいることがわかった。それまでオムニアム放射線は微量だったため環境にあまり影響を与えなかったが、その後、オムニアム放射線を過度に獲得した結果、高濃度のオムニアム放射線が惑星アイダの各地に蔓延した。
そして、生物の突然変異による変異種(クリーチャー)化や時空断絶現象などによる『大厄災』が起こり、惑星アイダの文明は一度崩壊の危機を迎えた。しかし、惑星アイダは辛うじてその崩壊と絶滅の危機から救われ、人類は生き残った。
その後、オムニアムの恩恵を捨てきれない科学者達は、崩壊した旧連邦政府に代わってオムニアムの研究と民衆を管理するために「ハガード」を設立した。以後は、放射線を抑制するサプレッサーを開発・携帯し、また汚染された部位をサイボーグ化するなどで人類は生き残る道を選んだ。だがその一方で、アイダで生を受けた「アイダ世代」の一部は、オムニアムこそが全ての元凶だと反社会組織「アイダの子」を結成し、各地でオムニアム廃止を求める過激活動を行なっていた。

### プロローグ
アイダ惑星の『大厄災』から50年経ったある日、主人公と相棒はアーシャ大陸南西部に位置するアストラ島の隔離区域を訪れていたが、そこで、変異種（クリーチャー）に襲われた。主人公と相棒は必死に逃走したが、途中で主人公と相棒は互いにはぐれて、離れ離れになってしまった。その後、主人公はなんとか生き延びたが、傷ついて意識を失った。
その後、主人公はその近くのシェルター(集落)に住むジークに救われた。その時、主人公はジークによりシェルターに辿り着くも自分の記憶を失ってしまい、自分が一体何者で、何の目的で隔離区域を訪れたのか、よく思い出せなかった。ここから、ゲームの物語は始まる。

## 登場人物

### 主要人物
|              | 日本語   | 中国語 |
| ------------ | -------- | ------ |
| 主人公（女） | 佐倉綾音 | 谢莹   |
| 主人公（男） | 下野紘   | 安志   |

主人公
相棒と共に隔離区域を訪れた際にクリーチャーに襲われ、その時に相棒とはぐれつつも難を逃れ、意識を失っていた所をジークに救われるも記憶を失う。
主人公はプロローグの際に男女の選択を行う。
シャーリー
声 - 戸松遥
シェルター「HT501 アストラシェルター」で兄のジークと住む看護婦見習いの少女。いつの日か外の世界を見たいと夢見ている。
ジーク / 明景（メイケイ）
声 - 中村悠一
シャーリーの兄でシェルターのリーダー。戦士としての腕も一流で、シェルターの住民達から慕われている。
「アイダの子」の兵士であった両親を戦乱とオムニアム汚染で失い、唯一の肉親であるシャーリーを争いに巻き込ませたくなくアイダの子を出奔した経緯を持ち、シャーリーに対して過保護気味になる事も。
オムニアム放射線に被曝して肉体変異を起こし、死にかけたシャーリーを救いたいためだけにアイダの子に再び戻り、シャーリーをネメシスへ変え、アイダの子と共にオムニアムタワーを破壊しようとした事によってハガードに指名手配され、ヴェラでの逃亡中に九域への次元の裂け目に落ちてしまい記憶喪失になる。九域の人々に拾われ、明景という新たな名を得て戦っていた時にシャーリーと主人公と再会した事で記憶を取り戻すが、「自分は九域の人間の明景であり、お前達の知るジークは既に死んだ」としてシャーリーと主人公とは決別を露にした。
Mi-a
声 - 大谷育江
過去にジークが遺跡で発見した幼女型の第4世代AIロイド。言語モジュールが不調なため時折言語がおかしくなる(現在では失われている技術(ロストテクノロジー)なため修復不可能)。ゲーム内では主人公のサポートとして旅に同伴する。
フランツ
声 - 山寺宏一
ハガードからアストラシェルターに派遣された仲介人。主人公が旅に出た後も行く先々で協力する。
クレア
声 - 日笠陽子
アーシャ大陸北部のナビア上空を浮遊する人工島・ケートス島に住む科学者の女性。かつてはハガードの研究員だったが過去の出来事がきっかけで袂を分かち、地上に降りてからはケートス島でAIロイド達と共に研究に没頭している。ジークやフランツとも付き合いが長く、機械工学や生物学などに精通している。
リンヤ
声 - 南條愛乃
第2章の舞台となるヴェラ大陸でエクセキューターとアイドルの二足草鞋を履いている女性。エグゼキューターとしては一流で、単身で巨大クリーチャーを倒す事ができるほど。
フィオナ
声 - 石見舞菜香
ヴェラ大陸の海底都市インニスの管理者であり、優れた指導力の持ち主。インニスの管理者になるまでは、ハガードのエクセキュータとして活躍していた。

### ハガード
エルリック
声 - 杉田智和
ハガード第9地区のオフィサー。主人公の過去を知っている模様。
カラマ
ハガード第9地区のエクセキューター(執行者)指揮官。フランツなどの地上の者との連絡役も受け持っている。
Dr.ホアキン
ハガード第9区のアバターデータベースの保守管理を担当している。時折主人公にエグセキューター絡みの依頼をする。

### アイダの子
サーガ　
声　- 森川智之
「アイダの子」の指導者。50年前の『大厄災』を目の当たりにしている老人。科学者でもあり、「赦しの天使」シリーズの製作者でもある。
フレイヤ
声　- 伊藤静
サーガに仕える女戦士で『赦しの天使』の1人。ジークやフランツとは旧知の仲。サイボーグの脚で高速に駆け、またサイボーグの両腕による二刀流で高速の斬撃を繰り出す。
ネメシス
声 - 戸松遥
オムニアム放射線に被曝して肉体変異を起こし、死にかけたシャーリーをサーガが『赦しの天使』として改造した存在。
エイジス
声　- 竹達彩奈
「アイダの子」のメンバーで『赦しの天使』の1人。アーシャ大陸中の盗賊団を束ねている。サイボーグの義手を足した4本の腕で銃火器を操る。主人公の行く先々で対峙する。
シーア
声　- 田村ゆかり
「アイダの子」のメンバーで『赦しの天使』の1人。子供で性格も無邪気だがパワードスーツの扱いにかけては天才的。主人公の行く先々で対峙する。
ヴァルキリ
声　- 生天目仁美
「アイダの子」のメンバーで『赦しの天使』の1人。サイボーグの身体に重力慣性機能を搭載しており、自由に空を舞う他、同じく搭載している雷撃機能で雷の槍や矢などを発生させる事ができる。主人公の行く先々で対峙する。

### キャラクター(アバター)
ガチャで入手できる武器の内、SRとSSRの武器にキャラクターがおり、そのキャラにアバターとして変身できる。アバターキャラのオリジナルは実在し（後述のゴゾトスネットワールドの人物のみ過去のデータから再現された故人）、ストーリーシナリオに登場する。
| 名前             | 声         | 声     |
| 名前             | 日本語     | 中国語 |
| ---------------- | ---------- | ------ |
| キング           | 松岡禎丞   | 子晰   |
| メリル           | 石川由依   | 秦紫翼 |
| ツバサ           | 小原好美   | 徐徐   |
| ココリッタ       | 鬼頭明里   | 胡婷婷 |
| シロ             | 小澤亜李   | 小耗   |
| ゼロ             | 村瀬歩     | 幽幽   |
| セミール         | 水樹奈々   | 唐雅菁 |
| シューマー       | 高橋李依   | 唐雅菁 |
| クロウ           | 岡本信彦   | 翟巍   |
| ネメシス         | 戸松遥     | 宋媛媛 |
| ペペ             | 能登麻美子 | 王雅欣 |
| ヒルダ           | 花澤香菜   | 裴致莹 |
| イーネ           | 小清水亜美 | 王燕华 |
| バイリン         | 日高里菜   | 王晓彤 |
| エコー           | 大久保瑠美 | 曹雅雯 |
| フレイヤ         | 伊藤静     | 杨梦露 |
| クローディア     | 小松未可子 | 贺文潇 |
| コバルト         | 川澄綾子   | 陈睿婕 |
| ラビィ           | 小倉唯     | 赵爽   |
| フワサキ(不破咲) | 雨宮天     | 唐小喜 |
| リンヤ(凛夜)     | 南條愛乃   | 陈婷婷 |
| 天琅             | 石川界人   | 淦子齐 |
| エスター         | 大原さやか | 常佳梦 |
| アナベラ         | 黒沢ともよ | 洪海天 |
| アリス           | 安済知佳   | 杜晴晴 |
| ウーミィ         | M・A・O    | 刘雯   |
| フェンリル       | 丹下桜     | 孙艳琪 |
| 嵐               | 内田真礼   | 陈雨   |
| イカロス         | 梶原岳人   | 沐霏   |
| フィオナ         | 石見舞菜香 | 刘雪   |
| グノノ           | 釘宮理恵   | 常丹瑞 |
| レビリア         | 三石琴乃   | 穆雪婷 |
| 榴火             | 徳井青空   | 葛子瑞 |
| 玉蘭             | 柚木涼香   | 秦文静 |
| 明景             | 中村悠一   | 马洋   |
| 篁               | 新井里美   | 裴致莹 |
| 妃色             | 田中理恵   | 陈彦亦 |
| 凌寒             | 原由実     | kiyo   |
| 南音             | 石田嘉代   | 张安琪 |
| 煙渺             | 前田佳織里 | 王雅欣 |
| ブレヴィ         | 野中藍     | 刘一蕾 |
| パロッティ       | 加隈亜衣   | 张若瑜 |
| ヤノ             | 風間万裕子 | 曾彤   |
| 姫玉             | 安原麗子   |        |
| ロズリン         | 櫻井浩美   |        |
| アンカー         | 鈴木亜理沙 |        |
| ノーラ           | 村中知     |        |

### キャラクター(コラボ)
期間限定コラボにて実装されたキャラクター。
| 名前                     | 声         | 声     | 作品                                     |
| 名前                     | 日本語     | 中国語 | 作品                                     |
| ------------------------ | ---------- | ------ | ---------------------------------------- |
| 式波・アスカ・ラングレー | 宮村優子   |        | 『ヱヴァンゲリヲン新劇場版』とのコラボ。 |
| 綾波レイ                 | 林原めぐみ |        | 『ヱヴァンゲリヲン新劇場版』とのコラボ。 |

## 用語
惑星アイダ
物語の舞台となる惑星。作中描写から100年以上前に「星間移民計画」により地球を離脱した人類が辿りついて定住した。地球に濃似した環境を持つ。
オムニアム
アイダの在る銀河系を周回している「彗星マーラ」より照射されるエネルギー粒子。大気中のオムニアムを集束する事で莫大なエネルギーを獲得できる事を知った科学者達はオムニアムタワーを築いてオムニアムを集束し、かつての化学技術の発達した地球同様の文明を短期間で築き上げた。
一方でオムニアムには「オムニアム放射線」も含まれており、それまで極めて微量だったため環境や生態系に影響を与えなかったが、やがて貯蔵過多による爆発で高濃度のオムニアム放射線が蔓延し、時空断絶現象や生態系の細胞変異などを引き起こして50年前に「大厄災」を招いてしまい、現在は各地に高濃度のオムニアム放射線が蔓延している。
タイムルインズ
オムニアムには時間に干渉する特徴がある事を知った科学者達が研究を重ね、時間の流れを遅くする「幻想タイム」や、短時間ながらも時間を戻す「タイムリバース」を発見し、「タイムエンジン」という機器を開発して実用化させる事に成功した。しかし「ループ」という、正しいルートを辿らないと永遠に時間軸に囚われる現象も確認されている。
時空断絶現象
大厄災の際、莫大な程の爆発エネルギーは時空にも影響し、アイダの大陸の何割かは別宇宙などに飛ばされ、アイダは所々ピースの抜けたパズルのような状態になった。
オムニアムタワー
オムニアムを効率良く獲得するために各地に建てた塔(オベリスク)。オムニアムタワーに集束されたオムニアムは、さらにハガードの部署でもあるセントラルタワーに集束され、厳重な管理の下で蓄積されて周辺のシェルターに供給される。
セントラルタワー
頭頂部の大気圏にハガードの施設を設けている巨大な塔。地下にはオムニアムの貯蔵庫が在る。元々は旧連邦政府時代の「プリズム計画」で彗星マーラを直接捕獲する目的で建設したが、大厄災後に計画は破棄され、ハガード結成と共に施設として転用された。
サプレッサー
大地に蔓延するオムニアムから身体を守るために携帯する装置。摂取するオムニアムを介してシールドを展開する他、副作用として使用者に特殊能力を与える。
ハガード
50年前の大厄災の時に旧連邦政府が崩壊し、オムニアムの恩恵を棄てられず、管理しようと科学者達が結成した組織。各地のセントラルタワーの頭頂部に施設を設けており、各地の治安維持とオムニアムの研究をしている。
エクセキューター(執行者)
ハガードと契約を結んだ治安維持などを務める部隊。遺伝子操作により時間軸に干渉する「幻想タイム」などの特殊能力を有する。
アバター
任務においてのエクセキューターの生存率を向上させる目的で開発された技術。熟練のエクセキューターのDNAデータを情報化し、他のエクセキューターのDNAに書き換える事で、そのエクセキューターの身体能力を一時的に受け継ぐというもの。あくまで身体能力のみであり、自我やスキルは受け継がれない。
AIサーバント
主に日常生活やエクセキューターの任務をサポートする自律型のロボット。大厄災で一部の化学技術が失われたため、現在は第3世代までのAIロイドしか製造できず、大気中の粒子から身体を構成する第4世代は現時点ではMi-aしか確認できていなかったが、アップデートでAIサーバントがプレイヤーと一緒に戦ってくれる機能が実装された。そのため、Mi-aの他にアンジェラ、カカ、虚無の天使、月うさぎが実装された。
アイダの子
サーガを指導者とした過激派組織。オムニアムが大厄災の、そして魔物とオムニアム放射線が蔓延する全ての元凶だと唱え、オムニアムを撲滅するために各地で過激な活動を行なっている。
赦しの天使
科学者でもあるサーガが、選抜した者をサイボーグ化した者達。生体金属によりある程度の損傷なら自己修復できる他、内蔵しているサプレッサーを解してオムニアムを摂取・変換する事で超人的な能力を発揮する事ができる。
現在の『赦しの天使』は以下の通り
- No.01 ヴァルキリ
- No.02 フレイヤ
- No.03 エイジス
- No.04 シーア　(彼女の場合はサイボーグではなく、パワードスーツによる能力の向上)
- No.05 ネメシス

アーシャ
第1章の舞台になる大陸。50年前の大厄災の際に唯一惑星アイダに残った大陸。「シェルター」と呼ばれる小規模の町がいくつか作られているが、オムニアム汚染した「変異体」、野盗集団の「ラヴェンジャー」や「ハイエナ」によって人々はシェルターで細々と暮らしている。ゴゾトスネットワールドにてここが旧連邦政府の中枢「アーシャ州」だった事が判明する。
ヴェラ大陸
第2章の舞台になる大陸。50年前の大厄災の際に別次元に飛ばされた大陸の１つで、奇跡的に位置確認する事ができたため次元アンカーで固定してタイムトンネル経由で交流していた。2年前にアイダの子の破壊活動でアンカーが断絶して位置が測定できなかったが、ジークが飛ばされたのがきっかけで位置を再認識する事ができ、再びタイムトンネルを構築して行き来できるようになった。
砂漠地帯で住民は人口都市「ミラポリス」で生活している。大厄災の際にオムニアムタワーが大破してオムニアムを効率的に集積する事ができないため、太陽光やリサイクルなどでエネルギーを集積しており、先代ハガード所長が独自にオムニアムを研究し、オムニアム濃度を低下させる事ができた他、住民も遺伝子操作によりオムニアムに対して耐性を持っており、サプレッサー無しでも外出できるようになっている。
また、ヴェラ大陸には次元を潜航する灰域種(アブサント)なる独自の生態系が生息している。
九域
第3章の舞台になる時空の狭間に閉じ込められた場所。ヴェラ大陸にあるインニスの龍口火山にある、深淵の渦からヴェラと九域に繋ぐ時空連絡通路となった。ここに迷い込んだ人類は、長い年月を経て独自の進化を遂げた。九域には瞑闇(クラヤミ)という特殊な時空波動能力を持つ生命体が生息している。絶えず九域に侵攻し、意図的な破壊活動を行っている。この脅威に対抗するべく、人類と瞑闇の長い戦いが繰り広げられてきた。九域で刻の印なくして瞑闇に立ち向かうことは極めて困難と言える。
ゴゾトスネットワールド
第4章の舞台になる仮想現実空間。ハガードのゴゾトスネットワークシステムが大厄災以前の惑星アイダを再現したもので、大厄災の真相を解明させるために構築した。九域での瞑闇との決戦にて、シャーリーが意識不明になると同時にゴゾトスネットワークシステムがダウンしたため、ハガードは主人公に本世界へダイブする権限を与えた。本世界に住む人物は過去のデータから再現された存在のため全員故人。
キルオ
第5章の舞台になる宇宙に漂う場所。50年前の大厄災の際に別次元に飛ばされた大陸の１つで、大陸そのものが宇宙に放逐された。アーシャで保護されている少女キャロットが乗っていた宇宙船の残骸をハガードが調査した結果、宇宙に飛ばされた事が判明し、タイムトンネルを構築して行き来できるようにした。
飛ばされた人々が生き残ろうとした結果、技術力は大厄災以前の惑星アイダを凌駕するようになり、戦艦を別次元へワープさせる事すら可能になった。しかし、人々の意見が二分し、惑星アイダへの早急的な帰還を目論む「帰還派」と周辺の調査を行って資源の採掘と生存圏の拡大を第一とする「探索派」が対立している。

## フィールドボス
マップにはそれぞれの区域ごとフィールドボスが存在する。討伐し、専用のアイテムを消費することで低確率ながらSSR武器やSSRボリションなどのハイレアアイテムを獲得できる。